# Домброва (річка)
Домброва, Дуброва — річка у Перемишлянському районі Львівської області, ліва притока Гнилої Липи (басейн Дністра).

## Опис
Довжина річки приблизно 9 км. Висота витоку над рівнем моря — 320 м, висота гирла — 262 м, падіння річки — 58 м, похил річки — 6,45 м/км. Формується з багатьох безіменних струмків.

## Розташування
Бере початок у селі Подусів. Тече переважно на північний захід через села Білка та Костенів. Біля села Брюховичі впадає у річку Гнилу Липу, ліву притоку Дністра.